# Малберрі (Південна Кароліна)
Малберрі (англ. Mulberry) — переписна місцевість (CDP) в США, в окрузі Самтер штату Південна Кароліна. Населення — 540 осіб (2020).

## Географія
Малберрі розташоване за координатами 33°57′31″ пн. ш. 80°19′38″ зх. д. / 33.95861° пн. ш. 80.32722° зх. д. (33.958474, -80.327120).  За даними Бюро перепису населення США в 2010 році переписна місцевість мала площу 5,13 км², з яких 5,09 км² — суходіл та 0,04 км² — водойми.

## Демографія
Згідно з переписом 2010 року, у переписній місцевості мешкало 529 осіб у 202 домогосподарствах у складі 132 родин. Густота населення становила 103 особи/км².  Було 230 помешкань (45/км²).
Расовий склад населення:
| - 46,9 % — білих - 40,3 % — чорних або афроамериканців - 11,2 % — осіб інших рас |

До двох чи більше рас належало 1,7 %. Частка іспаномовних становила 13,0 % від усіх жителів.
За віковим діапазоном населення розподілялося таким чином: 22,9 % — особи молодші 18 років, 59,9 % — особи у віці 18—64 років, 17,2 % — особи у віці 65 років та старші. Медіана віку мешканця становила 39,4 року. На 100 осіб жіночої статі у переписній місцевості припадало 94,5 чоловіків;  на 100 жінок у віці від 18 років та старших — 101,0 чоловіків також старших 18 років.
Середній дохід на одне домашнє господарство  становив 34 961 долар США (медіана — 31 042), а середній дохід на одну сім'ю — 39 210 доларів (медіана — 36 204). За межею бідності перебувало 53,0 % осіб, у тому числі 95,9 % дітей у віці до 18 років та 9,5 % осіб у віці 65 років та старших.
Цивільне працевлаштоване населення становило 80 осіб. Основні галузі зайнятості: роздрібна торгівля — 33,8 %, освіта, охорона здоров'я та соціальна допомога — 32,5 %, виробництво — 22,5 %.